# Almanach Những Nền Văn Minh Thế Giới
Almanach Những Nền Văn Minh Thế giới, một cuốn đại từ điển, bản in lần đầu dày hơn 2000 trang, được biên soạn công phu bởi nhiều tác giả lớn của thế giới. Năm 1994-1995, cuốn sách biên dịch xong nhưng không nơi nào chấp nhận mạo hiểm để in ấn và phát hành tác phẩm đồ sộ cỡ đó.

## Xuất bản lần đầu
Cuốn sách được phát hành và được ông Lê Luy và bà Phạm Thị Mão đặt in từ Nhà xuất bản Văn hóa – Thông tin năm 1996 (khi ấy, nhà xuất bản đi khắp nơi tìm nhà phát hành, nhưng không ai dám in). Kể từ lần đặt in đầu tiên cho đến suốt 5 năm liền (từ 1995-2000), cứ in 22.000 cuốn Almanach Những Nền Văn Minh Thế giới về đến cổng là bán hết sạch, không còn cuốn nào sót để đưa lên kho sách. Theo ước lượng, lợi nhuận mà cuốn sách này mang lại trong suốt 5 năm phải lên đến cỡ 2-3 tỷ đồng, quy ra vàng thời đó tương đương 500 cây vàng

## Đánh giá
Sự ra đời của Almanach - Những nền văn minh thế giới được đánh giá là một sự kiện, một hiện tượng văn hóa có ý nghĩa. Cuốn sách đã được giới thiệu trên hệ thống thông tin đại chúng trong nước. 
Đại diện ban biên soạn bộ sách cho biết hơn 20 năm qua, các tác giả, nhà xuất bản đã nhận được hàng nghìn bức thư của độc giả từ mọi miền đất nước gửi về góp ý cho tập sách. Trong số những bức thư ấy, có cả lời khen cổ vũ động viên và những lời chỉ giáo, phê bình.

## Tái bản
Cuối tháng 10 năm 2018, sách được tái bản có chỉnh lý, bổ sung thêm nhiều nội dung mới. Theo nguồn tin từ đơn vị phát hành, để thực hiện phiên bản mới này, hội đồng biên soạn đã huy động hàng trăm tác giả, cộng tác viên.
Bộ sách mới dày 3.296 trang với số lượng trên 3 triệu từ. So với bản trước, số trang tăng thêm 1.065 trang, trong đó có 256 trang phụ bản ảnh màu và 809 trang nội dung. Cuốn sách tái bản cũng được in ấn cẩn thận, với phần mỹ thuật, trình bày hợp lý hơn.
Tổng thư ký thực hiện bộ sách cho rằng "Lần tái bản này đem đến cho độc giả một cuộc hành trình du lịch qua 8 nền văn minh thế giới và 161 quốc gia. Trên chặng đường không gian vĩ đại ấy của mỗi nền văn minh, mỗi quốc gia là dấu ấn lịch sử huy hoàng tráng lệ hay bi đát đau thương, ngấm đầy máu và nước mắt của nhiều thế hệ đã qua trong quá khứ".
Trong lần tái bản này, nhiều nội dung được bổ sung như: UNESCO và vai trò của tổ chức này trong việc bảo vệ di sản nhân loại; giới thiệu nhiều bảo tàng, thư viện nổi tiếng; kiến thức về vũ trụ, các cuộc du hành lên vũ trụ trong thế kỷ 21; những người khám phá bí ẩn Trái đất; những vẻ đẹp kỳ diệu của Trái đất; những thảm họa kinh hoàng trên Trái đất; những thành tựu khoa học của loài người; bổ sung thêm những công trình vĩ đại của nhân loại và các kiệt tác mới…